# Валентиновка (Архангельский район)

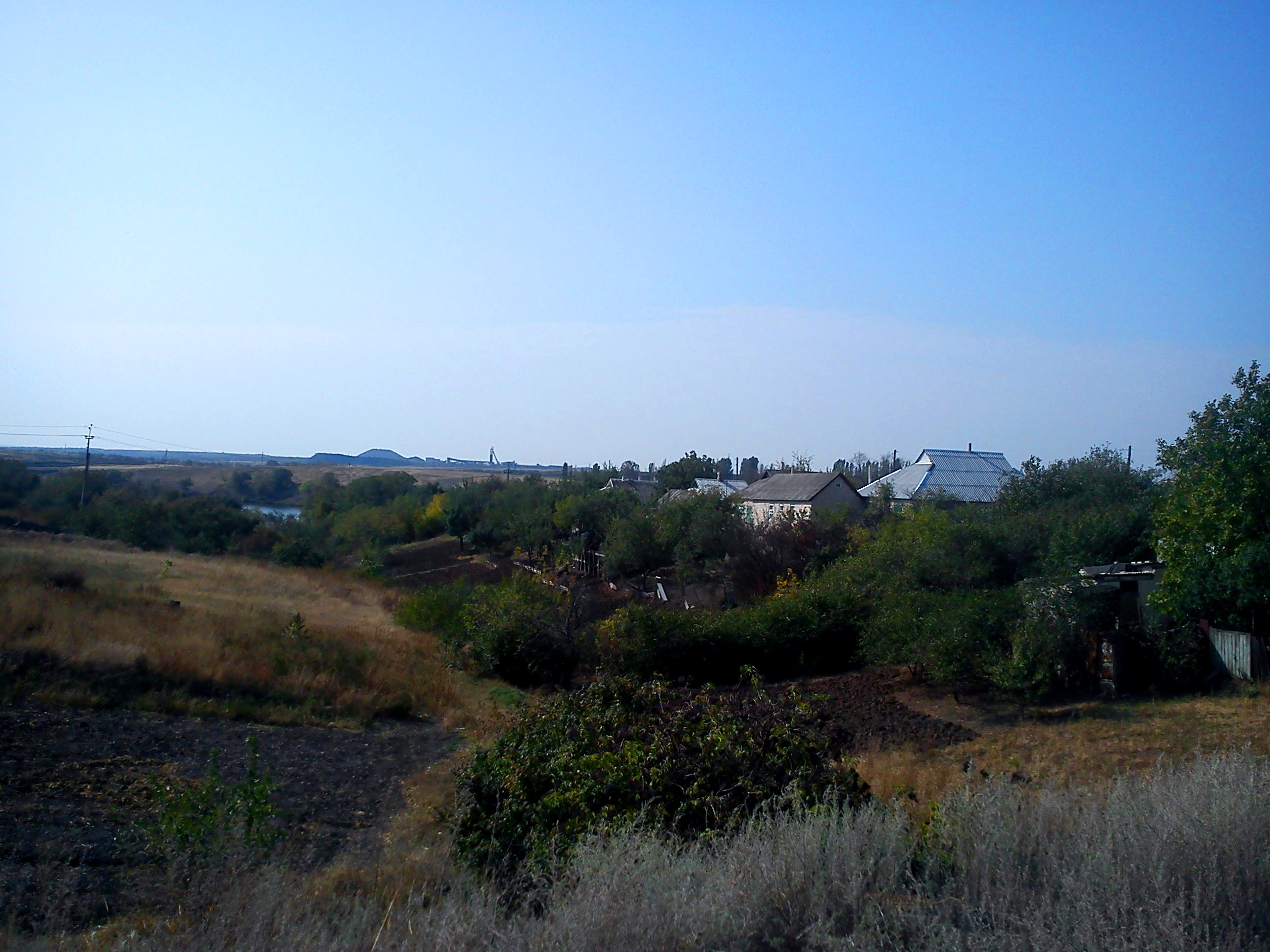
Пейзаж деревни

Валенти́новка (баш. Валентиновка) — село в Архангельском районе Республики Башкортостан России. Административный центр Инзерского сельсовета.

## Географическое положение
Расстояние до:
- районного центра (Архангельское): 20 км,
- ближайшего железнодорожного остановочного пункта (36 км): 12 км.

## История
Валентиновка (она же Новиковка, Мушаткан или Мушиаткан) возникла как починок в 1870-х гг. Основные переселенцы из Тульской губернии взяли в аренду у помещика Новикова землю. Переселенцы продолжали прибывать сюда в 1886, 1890 гг.
Второе название села происходит от имени помещика, третье — от названия речки.
Пахоту вели косулями и кунгурскими сохами. В конце XIX в. появились три веялки. Занимались также и лесопромыслами.

## Население
| 2002 | 2009 | 2010 |
| ---- | ---- | ---- |
| 718  | ↗757 | ↘592 |

Национальный состав
Согласно переписи 2002 года, преобладающая национальность — русские (68 %).